# Sendangijo
Sendangijo is een bestuurslaag in het regentschap Wonogiri van de provincie Midden-Java, Indonesië. Sendangijo telt 2653 inwoners (volkstelling 2010).